# James Moran (ciclista)
James Francis Moran (conocido como Jimmy Moran; Chelsea, 28 de marzo de 1880-Cambridge, 26 de octubre de 1951) fue un deportista estadounidenses que compitió en ciclismo en la modalidad de pista. Ganó dos medallas de bronce en el Campeonato Mundial de Ciclismo en Pista, en los años 1911 y 1912.

## Medallero internacional
| Campeonato Mundial | Campeonato Mundial      | Campeonato Mundial | Campeonato Mundial |
| Año                | Lugar                   | Medalla            | Competición        |
| ------------------ | ----------------------- | ------------------ | ------------------ |
| 1911               | Roma (Italia)           | Medalla de bronce  | Medio fondo (P)    |
| 1912               | Newark (Estados Unidos) | Medalla de bronce  | Medio fondo (P)    |